# オオカマス
オオカマス（Sphyraena putnamae）は、カマス科（分類は特に断らない限り）の硬骨魚。塩焼きなどにして食べる。
なお、長崎県でオオカマスと呼ばれているのは別種のカマスサワラである。

## 分布
西部太平洋、インド洋の熱帯域に広く分布する。東南アジアでは大型個体が大量に水揚げされるが、日本では少ない。これまで相模湾、和歌山県、土佐湾、喜界島、奄美大島、瀬底島、および沖縄島から記録されている。2018年の文献に、内之浦湾に水揚げされたという記述がある。

## 形態
体長90センチ。体はやや偏側し、細長い。頭は尖る。鱗は小さい。体背面は緑がかった暗色、体側面は銀白色。体側に「く」の字状の横帯が並ぶ。
2基ある背鰭は小さい。腹鰭起部は第1背鰭起部よりもやや前方にある。第2背鰭と臀鰭の最後尾にある軟条は他の軟条よりもわずかに長い。尾鰭後縁に後方への出っ張りがないことでオニカマスと区別できる。第1背鰭は1棘条9軟条。尻鰭は8軟条。側線鱗は124 - 134枚。

## 生態
内湾やサンゴ礁の浅所に生息。夜行性であるとされ、 昼間は大きな群れで遊泳する。